# Rivière Quinchien
Rivière Quinchien är ett vattendrag i Kanada.   Det ligger i provinsen Québec, i den sydöstra delen av landet, 130 km öster om huvudstaden Ottawa.
Runt Rivière Quinchien är det i huvudsak tätbebyggt. Runt Rivière Quinchien är det tätbefolkat, med 286 invånare per kvadratkilometer.